# Quinto Cecilio Metello Nepote
Quinto Cecilio Metello Nepote (in latino Quintus Caecilius Metellus Nepos; 135 a.C. circa – 55 a.C.) è stato un politico romano che visse durante la Repubblica, figlio di Quinto Cecilio Metello Balearico.

## Biografia
Eletto console nel 98 a.C. con Tito Didio, combatté nella penisola Iberica contro i Celtiberi e i Vaccei. riportando una sconfitta.
Sposò una Licina, ex moglie di Quinto Mucio Scevola e già madre di Mucia Terzia, da cui ebbe due figli, Quinto Cecilio Metello Celere e Quinto Cecilio Metello Nepote Minore, e una figlia, Cecilia Metella. 